# Јевфросин Псковски
Јевфросин Псковски (световно Јелиазар рус. Евфросин Псковский, Елиазар; 1386—15. мај 1481) светитељ је Руске православне цркве и оснивач православног Јелеазаровог манастира (основаног 1447. године). Прославља се 15. маја по јулијанском календару, те у трећу недељу после Духова.
Преподобни Јевфросин Псковски родио се 1386. године, под световним именом Јелеазар, у селу Виделебје недалеко од Пскова у сиромашној сеоској породици. Као дечак научио је да чита и пише, да би после као младић одлучио да се замонаши. Замонашио се у Снетогорском манастиру у Пскову где је добио монашко име Јевфросин.
Године 1425. монах Јевфросин напушта свој манастир и одлази у ненасељено подручје на обали реке Толбе где је подигао испосничку келију. Године 1447. недалеко од своје келије подиже дрвену цркву коју је посветио Тројици светих јерарха, који су му се јавили у сну и указали на место где црква треба да буде саграђена. Око цркве се за кратко време населила монашка заједница што је довело до оснивања мушког Јелеазаровог манастира.
Преминуо је у манастиру који је сам основао, 15. маја 1481. године, у 95-ој години живота.